# DVD
El DVD es un tipo de disco óptico para almacenamiento de datos. La sigla en inglés DVD corresponde a Digital Versatile Disc (Disco Versátil Digital), de modo que coinciden los acrónimos en español e inglés. En sus inicios, la “V” intermedia en inglés hacía referencia a video (Digital Video Disc o Disco de Video Digital), debido a su desarrollo como reemplazo del formato VHS para la distribución de vídeo a los hogares.
El estándar del DVD apareció en 1995, publicado por el Consorcio DVD (DVD Consortium).
La unidad de DVD es el dispositivo que hace referencia a la multitud de maneras en las que se almacenan los datos: DVD-ROM (dispositivo de lectura únicamente), DVD-R y DVD+R (permiten grabar una sola vez), DVD-RW y DVD+RW (permiten grabar y luego borrar). También difieren en la capacidad de almacenamiento de cada uno de los tipos.
Puesto que el formato DVD ganó popularidad desde la década de los 2000, en muchos países se ha usado el término "DVD" de manera coloquial para referirse a una película lanzada en este formato; por ejemplo la expresión "ver un DVD" describe el acto de ver una película en este formato. La Real Academia Española define al término "DVD" tanto como el soporte óptico que contiene los datos como al dispositivo grabador o lector de este formato.

## Etimología
Inicialmente se supuso que las siglas "DVD" correspondían a "Digital Video Disc" en inglés y "Disco de Video Digital" en español. Sin embargo, para enfatizar el uso del formato en campos diversos (informática, videojuegos, música etc.) se optó por establecer el significado como "Digital Versatile Disc" en inglés y "Disco Versátil Digital" en español. La compañía Toshiba aún manejaba la definición "Digital Video Disc" ("Disco de Video Digital") hasta ceder ante la presión de varias compañías de informática que exigían el reconocimiento de las demás aplicaciones. La Real Academia define actualmente al "DVD" como "Disco Versátil Digital" y establece que al ser las siglas invariables en la lengua española, las siglas DVD no cambian sin importar las condiciones, como al usar el singular y el plural.

## Historia
A comienzo de los años 1990, se estaban desarrollando dos estándares de almacenamiento óptico de alta densidad:
1. el multimedia compact disc (MMCD), apoyado por Philips y Sony;
2. el super density (SD), apoyado por Toshiba, Time Warner, Panasonic, Hitachi, Mitsubishi Electric, Pioneer, Thomson y JVC.

En vista de esta situación, el 3 de mayo de 1995, hubo una alianza informal conformada por compañías informáticas (IBM, Apple, Compaq, Hewlett-Packard y Microsoft) los cuales lanzó un comunicado afirmando que solo aceptarían como válido un solo formato. Esta alianza presionó para rechazar ambos formatos hasta que las compañías implicadas llegaran a un acuerdo sobre cómo crear el nuevo formato.
Cediendo a la presión, Philips, Sony y Panasonic se unieron, y acordaron con Toshiba adoptar el SD, pero con una modificación: la adopción del EFM Plus de Philips, creado por Kees Immink, que a pesar de ser un 6% menos eficiente que el sistema de codificación de Toshiba (de ahí que la capacidad sea de 4,7 GB en lugar de los 5 GB del SD original), cuenta con la gran ventaja de que EFM Plus posee gran resistencia a los daños físicos en el disco, como arañazos o huellas. El resultado fue la creación del Consorcio del DVD, fundado por las compañías anteriores, y la especificación de la versión 1.5 del DVD, anunciada en 1995 y finalizada en septiembre de 1996. En mayo de 1997, el Consorcio (DVD Consortium) fue reemplazado por el Foro DVD (DVD Forum) con los siguientes miembros:
- Hitachi, Ltd.
- Panasonic Corp
- Mitsubishi Electric Corporation
- Pioneer Electronic Corporation
- Royal Philips Electronics N.V.
- Sony Corporation
- Thomson
- Time Warner Inc.
- Toshiba Corporation
- Victor Company of Japan, Ltd. (JVC)

El Foro DVD creó los estándares oficiales:
- DVD-ROM
- DVD-R
- DVD-RW
- DVD-RAM

DVD+RW Alliance conformó estos miembros en 1997 (para evitar pagar la licencia al Foro):
- Dell Computer Corp.
- HP (Hewlett-Packard Co.)
- Mitsubishi Chemical Corp. (actualmente Verbatim Corporation) (abandonó el DVD Forum)
- Royal Philips Electronics N.V. (abandonó el DVD Forum)
- Ricoh Company, Ltd.
- Sony Corp. (abandonó el DVD Forum)
- Thomson SA (abandonó el DVD Forum)
- Yamaha Corp.

Estas compañías dirigen la alianza y no representan la totalidad de la misma.
La DVD+RW Alliance creó estos estándares alternativos:
- DVD+R
- DVD+RW

Dado que los discos DVD+R/RW no forman parte de los estándares oficiales, no muestran el logotipo oficial «DVD». En lugar de ello, llevan el logotipo «RW» incluso aunque sean discos que solamente puedan grabarse una vez, lo que ha suscitado cierta polémica en algunos sectores que lo consideran publicidad engañosa, además de confundir a los usuarios.
En noviembre de 1995, Samsung anunció que comenzaría la fabricación de discos en septiembre de 1996. El formato fue finalmente lanzado en Japón el 1 de noviembre de 1996 consistiendo mayormente en videos musicales. Los primeros lanzamientos de Warner Home Video el 20 de diciembre de 1996 con cuatro títulos. En Estados Unidos el lanzamiento del formato fue pospuesto varias veces hasta 1997. Fue en ese entonces cuando comenzó la producción local de reproductores. En Canadá, Indonesia, y Centroamérica el lanzamiento se produjo en 1997 y en Europa, Asia, Australia y África en 1998. En México el DVD fue lanzado en 1999 y en Colombia el formato fue lanzado en 2001.
DTS anunció a finales de 1997 que su formato de sonido sería incluido dentro del formato pero el lanzamiento fue pospuesto hasta 1999. Los discos DVD grabables fueron lanzados en 2001 a precios elevados para la época.

### Adopción

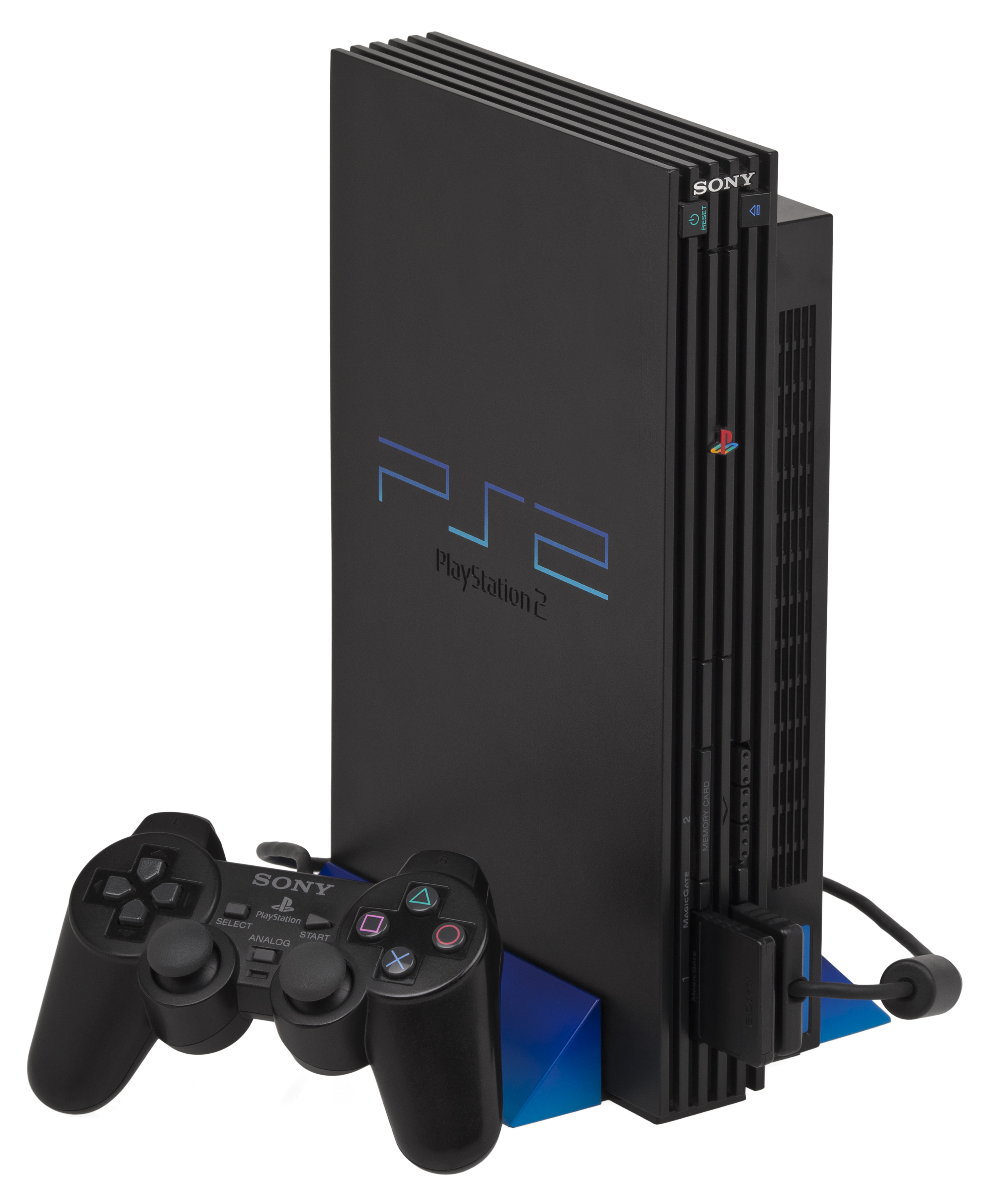
PlayStation 2, la primera consola de videojuegos que empleó este formato.

Los distribuidores de entretenimiento doméstico adoptaron el DVD como reemplazo a la tecnología VHS como el formato de distribución de video.
Tras el comienzo de la adopción del DVD, dos grandes empresas de videojuegos del momento (Sega y The 3DO Company) expresaron abiertamente su interés en adoptar el formato para la distribución de sus títulos. A pesar de haber colaborado con la creación del formato, Sony tardó en expresar su interés en usar el formato para sus videojuegos aunque fue la primera compañía en lanzar una consola de videojuegos en emplear el formato, la Playstation 2. Varias consolas de la sexta y séptima generación como la ya mencionada Playstation 2, la Xbox y la Xbox 360 adoptaron el formato. Asimismo los videojuegos para PC comenzaron a adoptar el formato.
Con el paso del tiempo el DVD reemplazó al VHS como el formato dominante para la distribución de video. En el año 2001 la venta de reproductores de DVD superó a los de VHS en Estados Unidos. Para el año 2007 el 80% de los hogares estadounidenses contaba con al menos un reproductor de DVD, un estimado mayor al de las videograbadoras VHS, las computadoras personales y suscripciones de televisión por cable. Como consecuencia el formato VHS fue perdiendo popularidad con el paso del tiempo hasta que en el año 2016 se fabricó la última videograbadora VHS.

### El DVD hoy en día

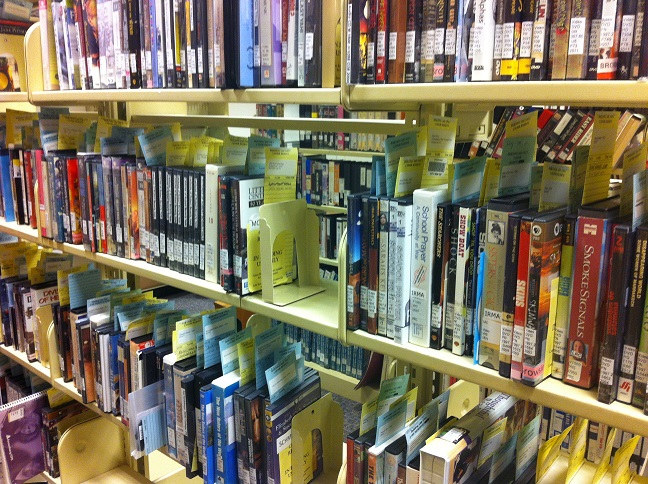
Estuches de películas y series en DVD disponibles en una biblioteca.

En los años 2000 se lanzaron dos nuevos formatos llamados HD DVD y Blu-ray Disc como sucesores del DVD. HD DVD compitió sin éxito con Blu-ray Disc en la guerra de formatos de 2006–2008. Un HD DVD de doble capa podía almacenar hasta 30 GB y un disco Blu-ray de doble capa puede almacenar hasta 50 GB.

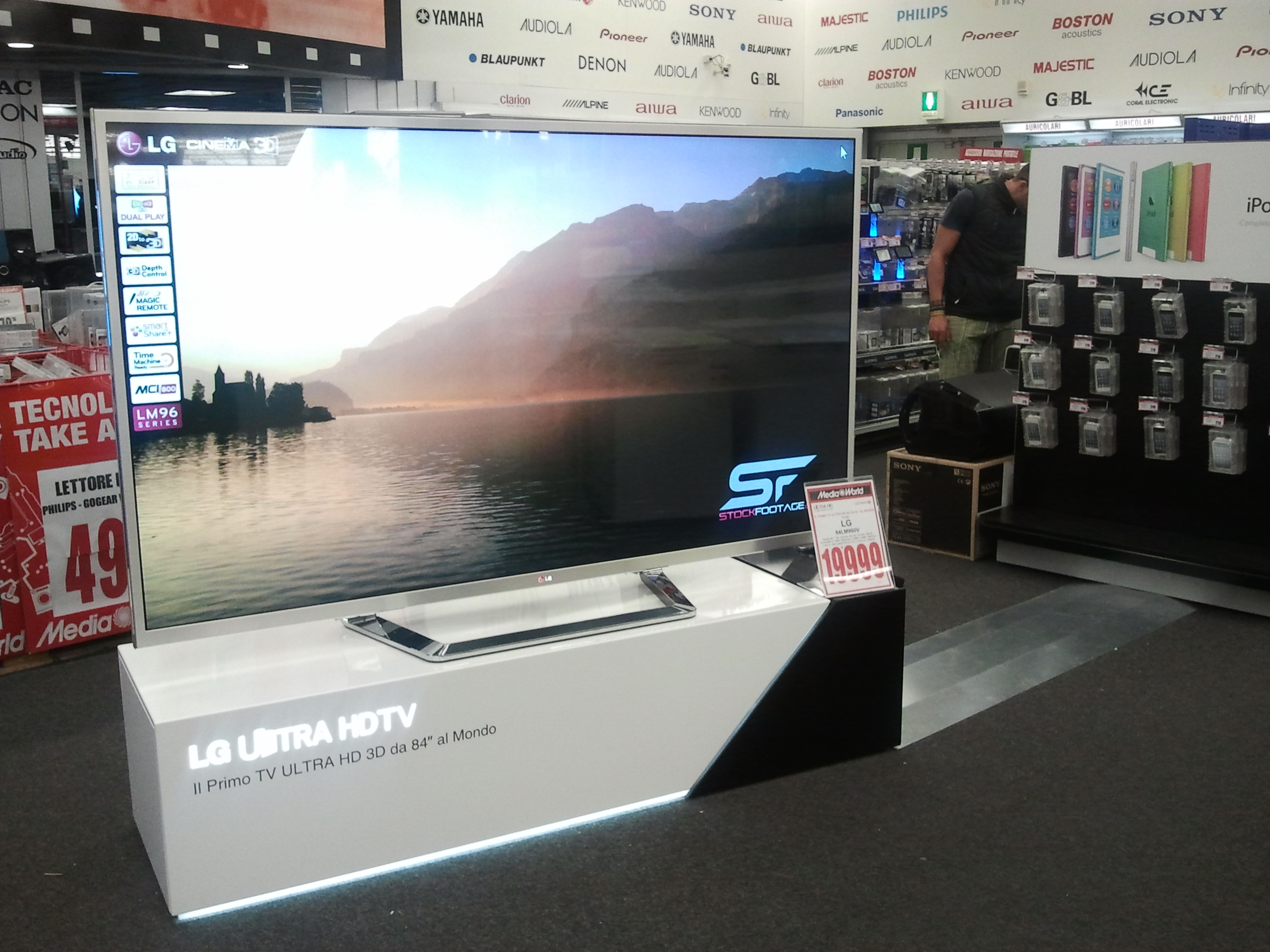
Los televisores modernos UHD cuentan con tecnologías de escalado para mejorar el video de varias fuentes, incluyendo el DVD.

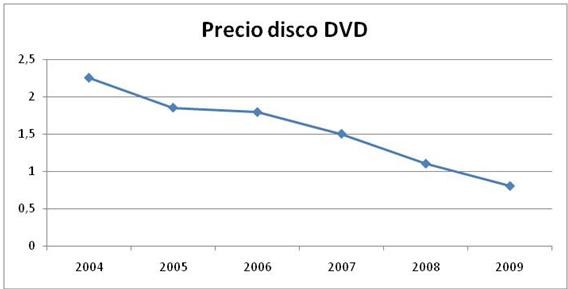
Evolución del precio del DVD.

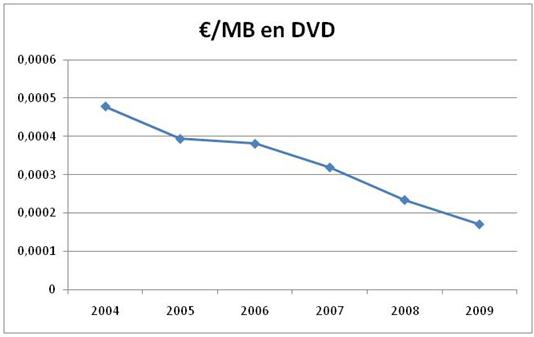
Coste por MB en DVD.

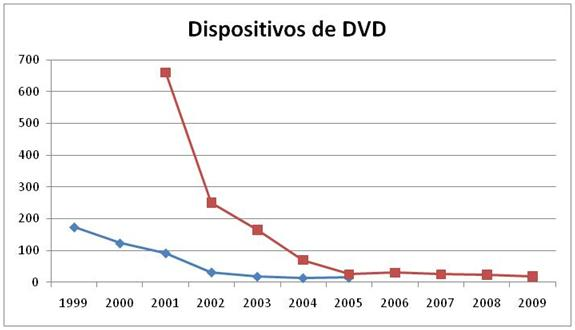
Coste de los dispositivos de lectura y escritura en DVD.

Sin embargo, a diferencia de los cambios de formato anteriores, por ejemplo, vinilo y casete a disco compacto o cinta de video VHS a DVD, no hay indicios inmediatos de que la producción del DVD estándar vaya a disminuir, ya que aún dominan, con alrededor del 75% de las ventas de video, aproximadamente mil millones de ventas de reproductores de DVD en todo el mundo a partir de abril de 2011, siendo China el mayor proveedor y genera en Estados Unidos 1.34 mil millones de dólares anuales. De hecho, los expertos afirman que el DVD seguirá siendo el medio dominante en el futuro cercano ya que la tecnología Blu-ray aún se encuentra en su fase introductoria, las velocidades de escritura y lectura son bajas y el hardware necesario es costoso y no está fácilmente disponible. Por razones similares una tecnología posterior, Blu-ray Ultra HD registró un escaso interés y ventas bajas en su introducción.
Además la mayoría de los televisores y reproductores modernos ofrecen tecnologías para adaptar el video del DVD hacia los estándares más modernos con una considerable mejora en el detalle y la precisión, como la tecnología "UHD Upscaling" desarrollada por Samsung, el procesador "XR" de Sony, el uso de inteligencia artificial y la interpolación digital, extendiendo indirectamente la vida del formato.
Inicialmente, los consumidores también tardaron en adoptar Blu-ray debido al costo. En 2009, el 85 % de las tiendas vendía discos Blu-ray. También se requiere un televisor de alta definición y cables de conexión apropiados para aprovechar el disco Blu-ray, factores que dificultaban la transición. Algunos analistas sugieren que el mayor obstáculo para reemplazar el DVD se debe a su base instalada; una gran mayoría de los consumidores están satisfechos con los DVD. El DVD tuvo éxito porque representó un progreso notable respecto al VHS. Además, el tamaño uniforme de los medios permite a los fabricantes hacer que los reproductores de Blu-ray sean compatibles con versiones anteriores, de modo que puedan reproducir DVD más antiguos, así como discos compactos de MP3 y CD-DA. Esto contrasta con el cambio de vinilo a CD y de cinta a DVD, que implicaron un cambio completo en el medio físico. A partir de 2019, todavía es común que los estudios emitan lanzamientos importantes en formato de "paquete combinado", que incluye tanto un DVD como un disco Blu-ray (así como una copia digital). Además, algunos conjuntos de discos múltiples usan Blu-ray para la función principal, pero DVD para funciones complementarias (ejemplos de esto incluyen las colecciones de "Ultimate Edition" de Harry Potter, el relanzamiento de 2009 de la serie de televisión The Prisoner de 1967 y un Colección de 2007 relacionada con Blade Runner ). Otra razón citada (julio de 2011) para la transición más lenta a Blu-ray desde DVD eran la necesidad y la confusión sobre las "actualizaciones de firmware" y la necesidad de una conexión a Internet para realizar las actualizaciones.
Esta situación es similar al cambio de grabaciones de goma laca de 78 rpm a grabaciones de vinilo de 45 rpm y 33⅓ rpm. Debido a que los medios nuevos y antiguos compartían la misma base (un disco en un tocadiscos, tocado por una aguja), los fabricantes de tornamesas continuaron incluyendo la capacidad de reproducir 78rpm durante décadas después de que se suspendió el formato.
Los fabricantes continúan lanzando títulos de DVD estándar a partir de 2020, y el formato sigue siendo el preferido para el lanzamiento de películas y programas de televisión más antiguos. Los programas que se filmaron y editaron completamente en película, como Star Trek: The Original Series, no se pueden lanzar en alta definición sin volver a escanear las grabaciones originales de la película. También se actualizaron ciertos efectos especiales para que aparecieran mejor en alta definición. Los programas que se realizaron entre principios de la década de 1980 y principios de la década de 2000 generalmente se filmaron en película, luego se transfirieron a una cinta de casete y luego se editaron de forma nativa en NTSC o PAL, lo que imposibilitó las transferencias de alta definición ya que estos estándares SD se incluyeron en las versiones finales. Star Trek: The Next Generation es el único programa de este tipo que ha obtenido un lanzamiento en Blu-ray. El proceso de hacer versiones de alta definición de los episodios de TNG requería encontrar los clips de película originales, volver a escanearlos en una computadora en alta definición, reeditar digitalmente los episodios desde cero y volver a renderizar nuevas tomas de efectos visuales, una prueba extraordinariamente intensiva en mano de obra que le costó a Paramount más de USD$ 12 millón. El proyecto fue un fracaso financiero y resultó en que Paramount decidiera firmemente no dar el mismo tratamiento a Deep Space Nine y Voyager. Sin embargo, What We Left Behind incluía pequeñas cantidades de metraje remasterizado de Deep Space Nine.
Los DVD también se enfrentan a la competencia de los servicios de vídeo bajo demanda. Con un número cada vez mayor de hogares que tienen conexiones a Internet de alta velocidad, muchas personas ahora tienen la opción de alquilar o comprar videos de un servicio en línea y verlos transmitiéndolos directamente desde los servidores de ese servicio, lo que significaría que ya no necesitan ninguna forma de almacenamiento permanente. Para 2017, los servicios de transmisión digital habían superado las ventas de DVD y Blu-ray por primera vez. Sin embargo, debido al bajo costo, la permanencia del medio físico, la accesibilidad del DVD y la crisis en los servicios de video bajo demanda, el formato continúa en uso hoy en día.

## Información técnica

Comparación de los formatos de almacenamiento óptico. Espacio entre pistas (p). Anchura de pit (w). Longitud mínima (l). Tamaño del punto del láser (⌀). Longitud de onda (λ).

Los DVD se dividen en dos categorías: los de capa simple y los de capa doble. Además el disco puede tener una o dos caras, y una o dos capas de datos por cada cara; el número de caras y capas determina la capacidad del disco. Los formatos de dos caras apenas se utilizan fuera del ámbito de DVD-Video. Estas características son provistas y mantenidas por el DVD Forum en sus "Libros DVD" (como Libro DVD-ROM, Libro DVD-R, Libro DVD-RW etc.) Los discos DVD están conformados por dos discos delgados midiendo cada uno unos 0.6 milímetros de grosor. Normalmente uno se encuentra vacío mientras que el otro contiene los datos. Ambos discos son pegados para conformar un disco DVD típico. El proceso debe hacerse de forma cuidadosa para obtener un disco lo más plano posible, ya que lo contrario fenómenos ópticos como la birrefringencia pueden afectar la lectura de los datos.
Los DVD de capa simple pueden almacenar hasta 4,7 gigabytes según los fabricantes en base decimal (unidad del sistema internacional), y aproximadamente 4,38  gibibytes o en base binaria (unidad ITC), alrededor de siete veces más que un CD estándar. Emplea un láser de lectura con una longitud de onda de 650 nm (en el caso de los CD, es de 780 nm) y una apertura numérica de 0,6 (frente a los 0,45 del CD); la resolución de lectura se incrementa en un factor de 1,65. Esto es aplicable en dos dimensiones, así que la densidad de datos física real se incrementa en un factor de 3,3.
El DVD usa un método de codificación más eficiente en la capa física: los sistemas de detección y corrección de errores utilizados en el CD, como la comprobación de redundancia cíclica CRC, la codificación Reed Solomon - Product Code (RS-PC), así como la codificación de línea Eight-to-Fourteen Modulation (EFM), la cual fue reemplazada por una versión más eficiente, EFM Plus, con las mismas características que el EFM clásico. El subcódigo de CD fue eliminado. Como resultado, el formato DVD es un 47% más eficiente que el CD-ROM, que usa una tercera capa de corrección de errores.
A diferencia de los discos compactos, donde el sonido (CDDA) se guarda de manera fundamentalmente distinta que los datos, un DVD correctamente creado siempre contendrá datos siguiendo los sistemas de archivos UDF e ISO 9660.
Algunas especificaciones de este formato están libremente disponibles por parte de los organismos reguladores como ISO, Ecma International, y la DVD+RW Alliance también publica su estándares los cuales también son estándares ISO. Sin embargo algunas especificaciones como DVD-Video son cerradas y solo pueden obtenerse pagando US$5000.00 y firmando un acuerdo de confidencialidad.

### Tipos de DVD
Los DVD se pueden clasificar:
- Según su contenido:

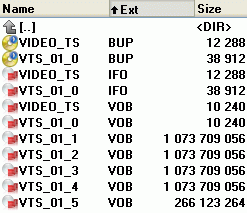
Vista de archivos de DVD-Video en el administrador de archivos en la carpeta VIDEO_TS con un menú de disco de un solo nivel.

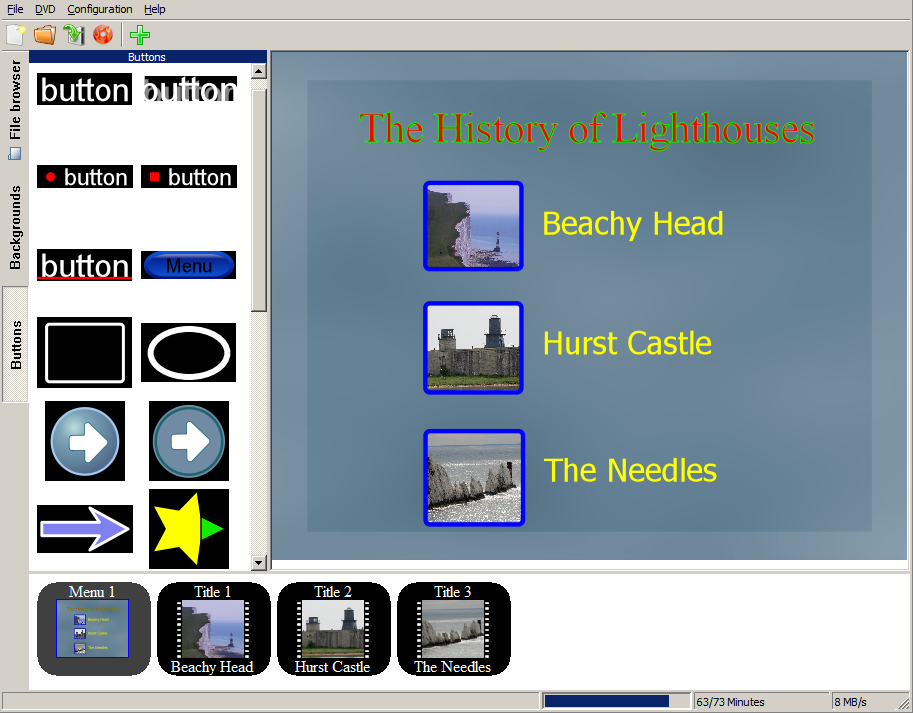
Ejemplo de software para la creación doméstica de discos DVD Video.

- - DVD-Video: películas (vídeo y audio).
  - DVD-Audio: audio de alta fidelidad. Por ejemplo: 24 bits por muestra, una velocidad de muestreo de 48 kHz y un rango dinámico de 144 dB.[cita requerida]
  - DVD-Data: todo tipo de datos.

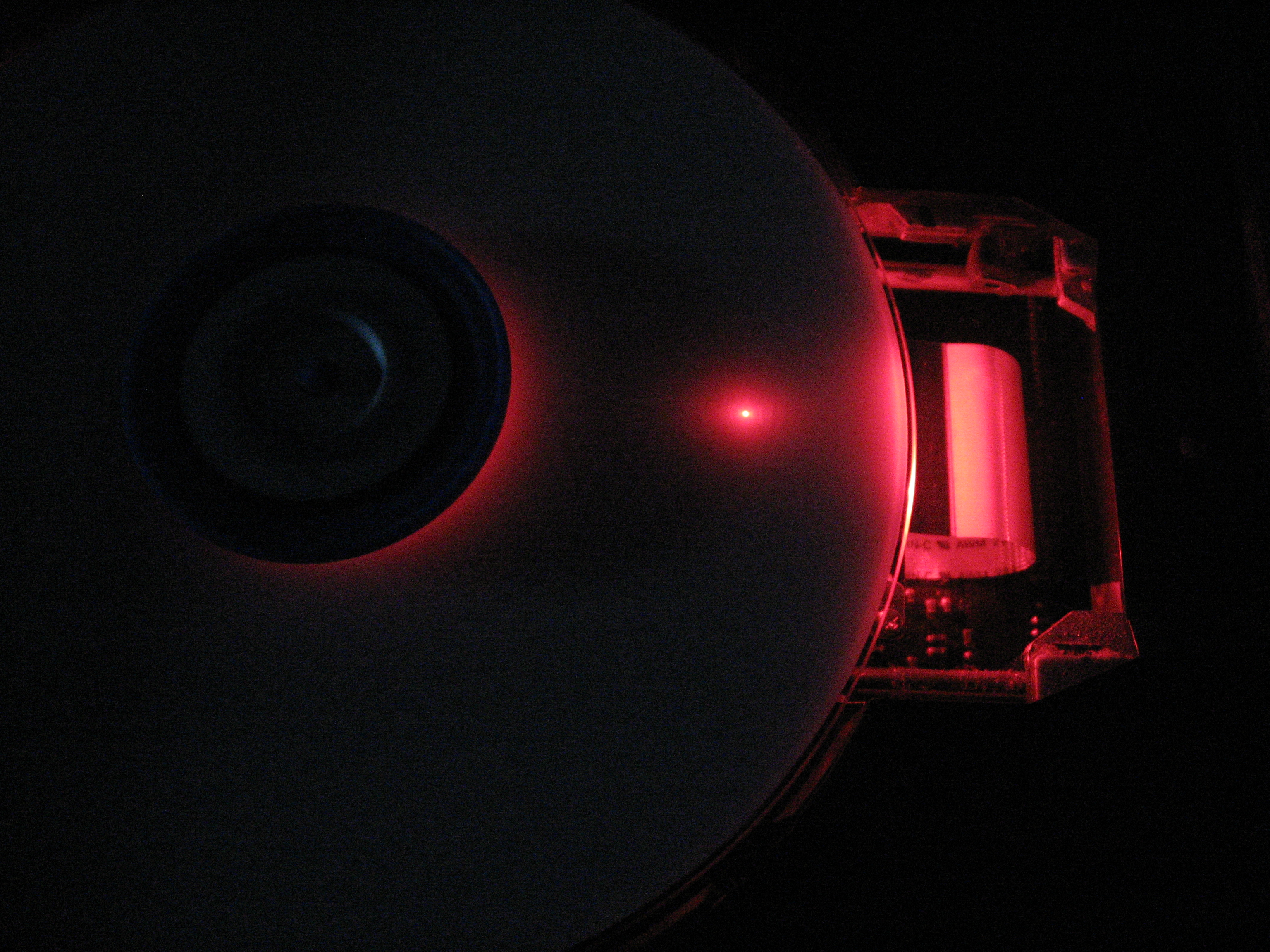
Interior de un grabador de DVD grabando un disco.

- Según su capacidad de regrabado (La mayoría de las grabadoras de DVD nuevas pueden grabar en ambos formatos y llevan ambos logotipos, «+RW» y «DVD-R/RW»):
  - DVD-ROM: solo lectura, manufacturado con prensa.
  - DVD-R y DVD+R: grabable una sola vez. La diferencia entre los tipos +R y -R radica en la forma de grabación y de codificación de la información. En los +R los agujeros son 1 lógicos mientras que en los –R los agujeros son 0 lógicos.
  - DVD-RW y DVD+RW: regrabable.
  - DVD-RAM: regrabable de acceso aleatorio. Lleva a cabo una comprobación de la integridad de los datos siempre activa tras completar la escritura.
  - DVD+R DL: grabable una sola vez de doble capa.
  - El DVD-ROM almacena desde 4,7 GB hasta 17 GB.
- Según su número de capas o caras:
  - DVD-5: una cara, capa simple; 4,7 GB o 4,38 GiB. Discos DVD±R/RW.
  - DVD-9: una cara, capa doble; 8,5 GB o 7,92 GiB. Discos DVD+R DL. La grabación de doble capa permite a los discos DVD-R y los DVD+RW almacenar significativamente más datos, hasta 8,5 GB por disco, comparado con los 4,7 GB que permiten los discos de una capa. Los DVD-R DL (dual layer) fueron desarrollados para DVD Forum por Pioneer Corporation. DVD+R DL fue desarrollado para el DVD+R Alliance por Philips y Verbatim Corporation. Un disco de doble capa difiere de un DVD convencional en que emplea una segunda capa física ubicada en el interior del disco. Una unidad lectora con capacidad de doble capa accede a la segunda capa proyectando el láser a través de la primera capa semitransparente. El mecanismo de cambio de capa en algunos reproductores DVD puede conllevar una pausa de hasta un par de segundos.[52] Por lo que un aviso impreso se incluye en los empaques para evitar que los consumidores supongan un error o una avería. Durante la masterización, los fabricantes pueden disimular las transiciones para que ocurran justo antes de un cambio de cámara u otro cambio abrupto, como ocurrió con el DVD de Toy Story. Sin embargo la mayor velocidad de los mecanismos ópticos y el mayor tamaño de los búferes de datos de los reproductores actuales han hecho este cambio completamente transparente para el usuario. La pista de datos de la segunda capa comienza en el borde del disco y avanza hacia el centro, dirección opuesta a la primera pista de datos. Los discos grabables soportan esta tecnología manteniendo compatibilidad con algunos reproductores de DVD y unidades DVD-ROM. Muchos grabadores de DVD soportan la tecnología de doble capa, y su precio es comparable con las unidades de una capa, aunque el medio continúa siendo considerablemente más caro y más lento para grabar.
  - DVD-10: dos caras, capa simple en ambas; 9,4 GB o 8,75 GiB. Discos DVD±R/RW. Heredado del Laserdisc. Dos capas son unidas una detrás de otra de forma que solo una capa pueda ser leída a la vez.
  - DVD-14: dos caras, capa doble en una, capa simple en la otra; 13,3 GB o 12,3 GiB. Raramente utilizado.
  - DVD-18: dos caras, capa doble en ambas; 17,1 GB o 15,9 GiB. Discos DVD+R. Tanto el DVD-14 como el DVD-18 son raros porque su fabricación es costosa y difícil.[53] Por lo que los títulos anteriormente lanzados en formatos de doble cara, actualmente se graban en discos DVD-9 o en paquetes de dos o más discos.
  - También existen DVD de 8 cm que son llamados miniDVD (no confundir con cDVD, que son CD que contienen información de tipo DVD video) que tienen una capacidad de 1,5 GB capa simple.

Los primeros discos DVD grabables y regrabables aparecieron en el año 2001 como medios para copia de seguridad, transporte de información y como reemplazo de las cintas VHS para grabar películas y videos caseros. Tres formatos emergieron como consecuencia siendo DVD-R, DVD-RW, DVD+R, DVD+RW y DVD-RAM. DVD-R existe en dos versiones: Una para uso general (usando un láser de 650 nm) y otra para uso profesional para crear discos maestros para replicar (635nm) siendo la última la que emplea la protección CSS.

### Seguridad

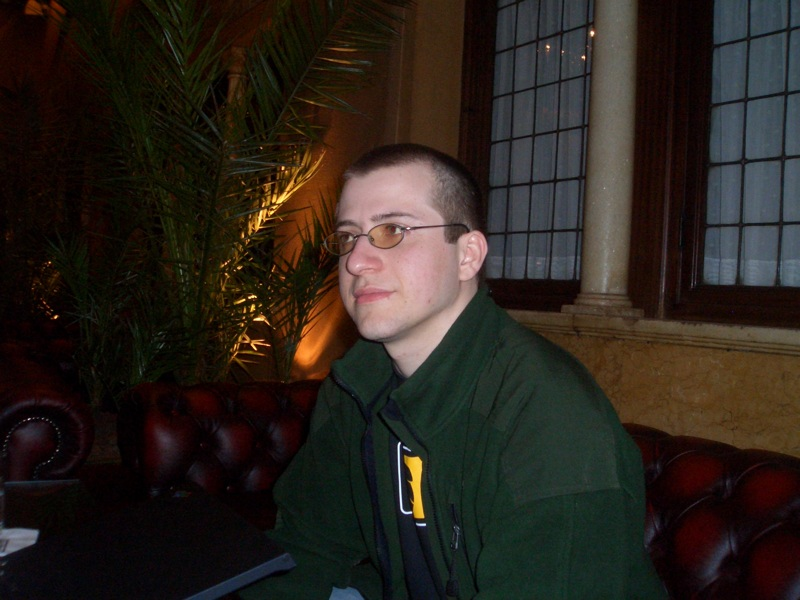
Jon Lech Johansen, responsable de la ruptura del CSS.

Los discos DVD-Video prensados y vendidos en las tiendas cuentan con el sistema de seguridad Content Scrambling System para cumplir con dos propósitos:
1. Evitar que las copias exactas (byte por byte) de los archivos o flujos de video MPEG sean funcionales al carecer de las claves de acceso ocultas en el inicio del disco.
2. Hacer que los fabricantes cumplan con los estándares al momento de fabricar reproductores DVD al ser los discos protegidos ilegibles en dispositivos no aptos. Esto hace que los fabricantes deban obtener licencias que requieren la inclusión del sistema CSS y el resto de los métodos de administración de derechos de autor (Códigos de región, Macrovision y la prohibición de operaciones de usuarios (empleada para evitar el salto del material como las advertencias de derechos de autor o los comerciales).[55]

Sin embargo este sistema finalmente fue vulnerado en el año de 1999 por el hacker Jon Lech Johansen. Además el sistema no se usa en los discos DVD-R de uso general, DVD-RW, DVD+R, DVD+RW y DVD-RAM, por lo que los materiales grabados en estos soportes no están protegidos.

### Velocidad
La velocidad de transferencia de datos de una unidad DVD está dada en múltiplos de 1350 KB/s.

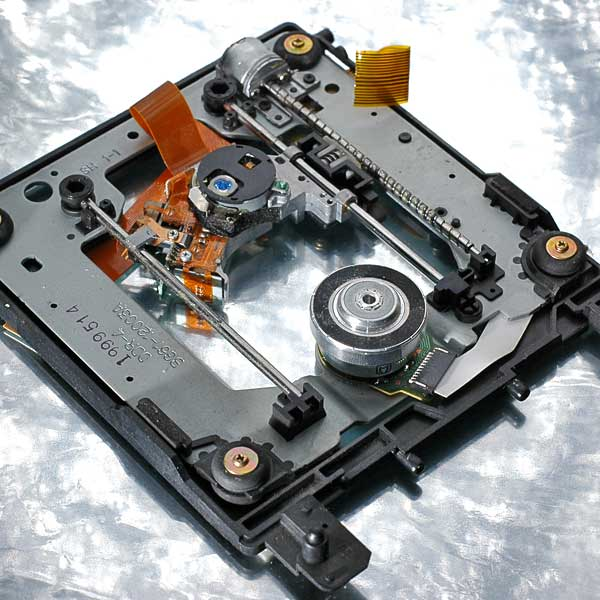
Mecanismo interno de una unidad DVD-ROM.

Las primeras unidades lectoras CD y DVD leían datos a velocidad constante (velocidad lineal constante o CLV). Los datos en el disco pasaban bajo el láser de lectura a velocidad constante. Como la velocidad lineal (metros/segundo) de la pista es tanto mayor cuanto más alejados esté del centro del disco (de manera proporcional al radio), la velocidad rotacional del disco se ajustaba de acuerdo con qué porción del disco se estaba leyendo. Actualmente, la mayor parte de unidades de CD y DVD tienen una velocidad de rotación constante (velocidad angular constante o CAV). La máxima velocidad de transferencia de datos especificada para una cierta unidad y disco se alcanza solamente en los extremos del disco. Por tanto, la velocidad media de la unidad lectora equivale al 50-70% de la velocidad máxima para la unidad y el disco. Aunque esto puede parecer una desventaja, tales unidades tienen un menor tiempo de búsqueda, pues nunca deben cambiar la velocidad de rotación del disco.

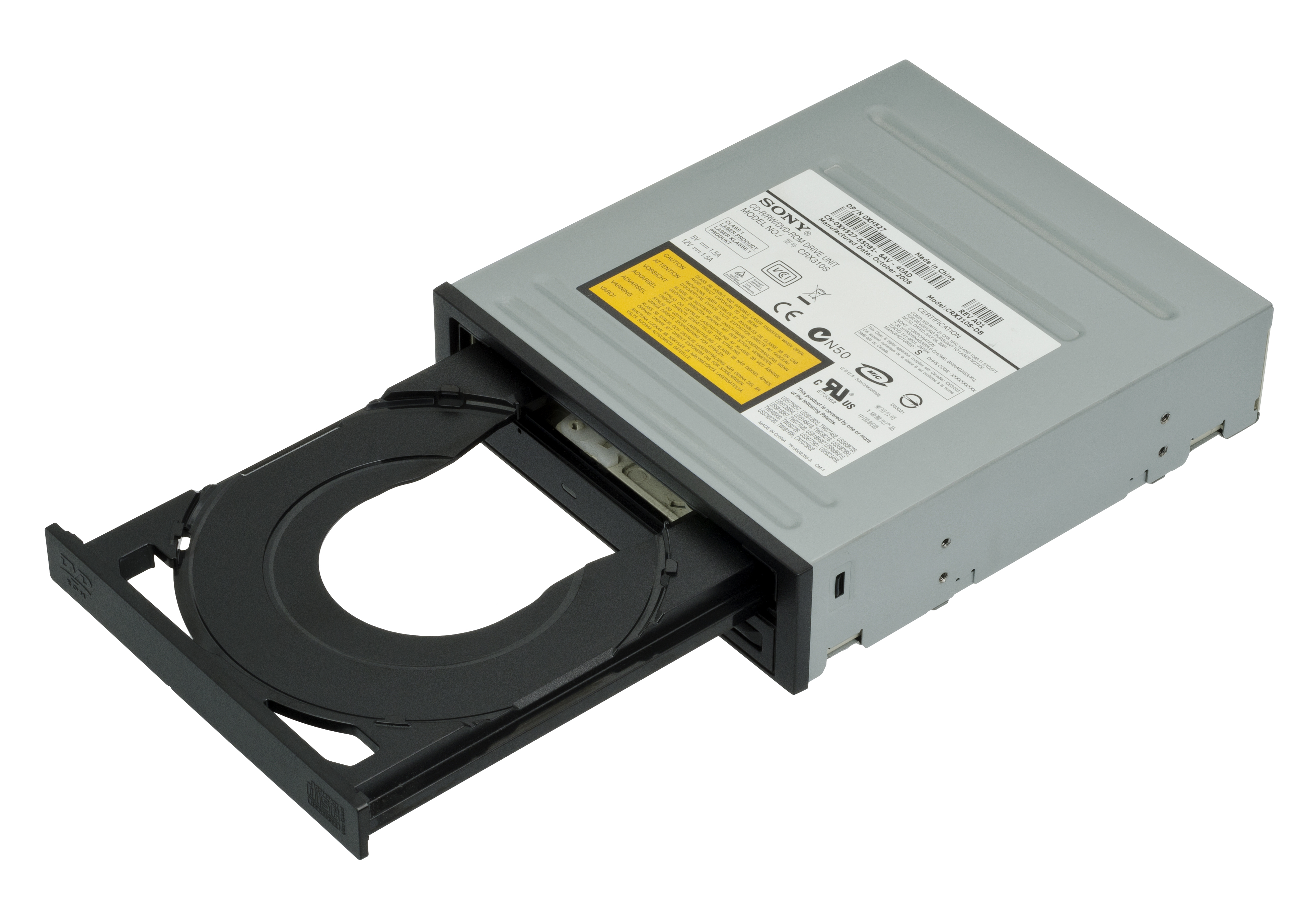
Unidad de DVD-ROM.

| Velocidad | Mbit/s | MB/s | MiB/s |
| --------- | ------ | ---- | ----- |
| 1x        | 10,8   | 1,35 | 1,29  |
| 2x        | 21,6   | 2,70 | 2,57  |
| 2.4x      | 25,92  | 3,24 | 3,09  |
| 2.6x      | 28,08  | 3,51 | 3,35  |
| 4x        | 43,2   | 5,40 | 5,15  |
| 6x        | 64,8   | 8,10 | 7,72  |
| 8x        | 86,4   | 10,8 | 10,3  |
| 10x       | 108    | 13,5 | 12,87 |
| 12x       | 129,6  | 16,2 | 15,45 |
| 16x       | 172,8  | 21,6 | 20,6  |
| 18x       | 194,4  | 24,3 | 23,17 |
| 20x       | 216    | 27   | 25,75 |
| 22x       | 237,6  | 29,7 | 28,32 |
| 24x       | 259,2  | 32,4 | 30,9  |

### Sistema de archivos
Los DVD siguen el sistema de archivos UDF (universal disk format o formato de disco universal) y Joliet. Se adoptó este sistema de archivos para reemplazar al estándar ISO 9660, y su principal uso es la grabación o regrabación de discos. Fue desarrollado por OSTA ( Asociación de la Tecnología de Almacenamiento Óptico, en inglés: Optical Storage Technology Association).

## Publicación (regiones)

Códigos de región de DVD en el mundo.

Los códigos de región de DVD son una técnica de gestión digital de derechos diseñada para permitir que los distribuidores de películas puedan controlar los aspectos de una obra, incluyendo el contenido, fecha de lanzamiento y precio, de acuerdo a la región.
Esto se logra bloqueando los reproductores de DVD para que solo puedan reproducir los DVD codificados para su región (además de los DVD que no tienen ningún código de región). En la práctica, varios reproductores de DVD permiten reproducir discos de cualquier región, o pueden ser modificados para dicho propósito. Existen discos multirregión y los discos grabables o regrabables (DVD-R de uso general, DVD-RW, DVD+R, DVD+RW y DVD-RAM) no emplean códigos de región.
Los DVD pueden utilizar un código, una combinación de códigos (multirregión), todos los códigos (todas las regiones) o ningún código (región libre).
- 0: Multirregión.
- 1: América del Norte (excepto México y Groenlandia) y territorios estadounidenses (incluyendo Puerto Rico), y Bermudas.
- 2: Europa central y occidental, Asia occidental, Egipto, Sudáfrica, Japón, territorios de países europeos, Guayana Francesa y Groenlandia.
- 3: Asia sudoriental y Corea del Sur.
- 4: México, América Central, América Latina (excepto Guayana Francesa), Antillas y Oceanía (excepto Nueva Caledonia).
- 5: África (excepto Sudáfrica y Egipto) y Asia septentrional, central y meridional.
- 6: China.
- 7: Reservado para uso futuro.
- 8: Viajes internacionales como aviones, cruceros, etc.

## Temas medioambientales

### Vida útil
La longevidad del formato se estima tomando en cuenta la cantidad de tiempo necesaria para que los datos se tornen ilegibles, suponiendo que para el futuro sigan existiendo dispositivos capaces de leerlo. Varios factores afectan la longevidad: la composición y la calidad del disco, la cantidad de humedad y luz, la calidad de la grabación basada en la calidad del grabador etc. De acuerdo a NIST las condiciones ideales son una temperatura de 18 °C y un 40% de humedad relativa. Cantidades menores de temperatura y humedad son todavía más favorables. Los datos grabados comienzan a degradarse con el tiempo con la mayoría de los discos DVD cumpliendo una vida útil de más de 30 años dependiendo de las condiciones de uso, almacenamiento y la cantidad de datos grabados.
De acuerdo a la Optical Storage Technology Association (OSTA), los fabricantes afirman periodos de vida útil desde 30, hasta 100 años para los discos DVD, DVD-R y DVD+R y una vida útil de hasta 30 años para los discos DVD-RW, DVD+RW y DVD-RAM. Una investigación realizada por el NIST y la Biblioteca del Congreso de Estados Unidos, en pruebas realizadas los resultados variaron desde un estimado de más de 45 años de vida útil para los discos de mayor calidad hasta menos de 15 años para aquellos de calidad inferior siendo lo normal una vida útil de 15 a 30 años.

### Manejo de los desechos
Los discos DVD antiguos, maltratados, defectuosos e inservibles se han convertido en un problema para el medio ambiente. Puesto que en su elaboración se emplean procesos contaminantes. Para fabricar un disco se utilizan 16 gramos de policarbonato, material que supone el 50% del costo del disco el cual varía dependiendo del precio del petróleo. Además los discos deben incorporar aluminio, laca y colorantes, todos materiales no biodegradables. Puesto que la mayoría de los discos solo se graba una vez, su información queda obsoleta y miles de ellos son desechados todos los días junto con sus materiales de embalaje contribuyendo al problema de la contaminación por residuos plásticos, de los cuales se recicla solo el 9%. Esto provoca el desbordamiento de los vertederos, obstruye el flujo de los ríos y representan un peligro para los ecosistemas marinos entre otros problemas. Por un momento el video bajo demanda se ha presentado como una alternativa más sustentable debido a la supresión del medio físico. Sin embargo, debido a la creciente demanda, la cantidad de energía consumida por los servidores ha aumentado exponencialmente, contribuyendo al cambio climático.
En vista de estos problemas, se han propuesto diversas opciones para afrontarlos. La compañía Sanyo Electric ha desarrollado un disco biodegradable elaborado con maíz, mientras que Sony desarrolló el disco de papel. Además comienzan a desarrollarse centros de reciclaje para aprovechar los materiales de los discos obsoletos, maltratados o defectuosos y Sony emplea plásticos reciclados a partir de desechos que incluyen discos descartados para reducir el uso de plástico virgen. Asimismo, los gobiernos de algunos países como Tailandia, Filipinas y Malasia han preparado planes para priorizar las inversiones relacionadas con el plástico, creando alianzas entre gobiernos y empresas privadas para promover el reciclaje como una oportunidad económica.

## Antecesores del DVD
- CD-ROM
- VHS (Dejó de venderse en la mayoría del mundo en 2005 y mundialmente en 2016)
- Betamax
- Laserdisc
- VCD
- SelectaVisión CED (películas en Vinilo)

## Sucesores del DVD
- HD DVD, (que fue descontinuado en 2008)
- Disco Blu-ray
- HVD (desarrollo suspendido)
- Archival Disc (desarrollo suspendido)
- UMD (Universal Media disc) (PlayStationPortable)
- Disco UHD bluray 4K
- MiniDVD